# Hermanos Herméticos
Hermanos Herméticos fue un grupo español de hip hop, compuesto por los raperos Aarón Baliti y Supra - Jordán Donaire, y con la colaboración del DJ y productor Dj Volo.

## Biografía
Los miembros, amigos y originarios de la ciudad de Madrid, comenzaron a estar activos desde 1995, actuando en locales de la ciudad, y en 1998 decidieron formar el grupo, que empezó colaborando en diversos temas de raperos madrileños. 
No fue hasta 2001 que realizaron su primera grabación profesional, el EP titulado Interiorismo, editado por el sello Fuerza Bruta.
Ya en 2005 editaron su primer álbum titulado Leyendas Legales, bajo el sello discográfico Gamberros Pro, y en 2009 el segundo Conservarse Frío.
A partir de 2011 los miembros decidieron centrarse más en sus carreras en solitario. Supra publicó dos trabajos: Trastorno Límite (2011) y Peligra la Vida del Artista (2013), mientras que en 2014, Aarón Baliti, junto a DJ Volo, lanzó Cosas que decides, cosas que suceden.

## Discografía

### EP's
- Interiorismo, 2001.

### Álbumes
- Leyendas Legales, 2005.[8]
- Conservarse Frío, 2009.